# Skive Lufthavn
Skive Lufthavn tidligere Skive Flyveplads, (IATA: SQW, ICAO: EKSV) er en lufthavn beliggende ca. 10 km øst-sydøst for Skive, nær Højslev Stationsby.
Der er lysanlæg på banen, der således kan benyttes døgnet rundt. Lufthavnen er en VFR selvbetjeningsplads, men var indtil 1. januar 2005 betjent.

## Historie
Skive Lufthavn blev anlagt, i forbindelse med en beslutning i 1975 om at nedlægge den daværende Skive Flyveplads, der lå på forsvarets arealer. Den nye landingsplads blev anlagt på den nuværende placering, og blev indviet i 1975.

## Eksterne links
- Hjemmeside for Skive Lufthavn